# Joanna Banasik
Joanna Banasik (ur. 27 grudnia 1977 w Łodzi) – polska aktorka i reżyserka teatralna.

## Życiorys
Absolwentka XXI Liceum Ogólnokształcącego im. Bolesława Prusa w Łodzi. Od 1999 roku zatrudniona w Teatrze im. Stanisława Ignacego Witkiewicza w Zakopanem. Absolwentka Wydziału Aktorskiego łódzkiej PWSFTviT (2000).

## Spektakle teatralne

### Role
- 1999: Caligula jako Caesonia (reż. Andrzej Dziuk)
- 2000: Arsenał zjaw jako Mara-Mara / Magdalena (reż. Bartek Wyszomirski)
- 2001: Czarodziejska góra jako Marusia (reż. A. Dziuk)
- 2001: Mazepa jako Amelia (reż. Krzysztof Najbor)
- 2002: Szekspir... albo Co chcecie jako Orsino (reż. A. Dziuk)
- 2002: Na przełęczy jako Zofija (reż. A. Dziuk)
- 2003: Dżuma jako Chór (reż. A. Dziuk)
- 2003: Pomroczność jasna jako Claire (reż. A. Dziuk)
- 2004: Witkacy – appendix (reż. A. Dziuk)
- 2004: Panopticum wg Juliana Tuwima (reż. A. Dziuk)
- 2005: Bal w Operze (reż. A. Dziuk)
- 2005: Tangen (reż. Łukasz Witt-Michałowski)
- 2006: Dzień dobry państwu – Witkacy jako Lidia baronowa Ragnok (reż. A. Dziuk)
- 2007: Kabaret horyzontalny (reż. J. Banasik, Krzysztof Wnuk)
- 2007: Medea jako Medea
- 2008: Człapówki-Zakopane jako Mela Albumherczanka (reż. A. Dziuk)
- 2008: Antonii S. czyli Wieża Babel jako Robotnica II, Poetessa II, Pływaczka Dowolna (reż. Piotr Łazarkiewicz)
- 2008: Themerson Wyrzutek jako Pani Metaferejn (reż. J. Polewka)
- 2011: Lalki II jako Dziewczyna I (reż. Sz. Budzyk)
- 2011: Kruk jako Inez (reż. M. Wrona)
- 2012: Planeta jako Ona (reż. B. Wyszomirski)
- 2012: Off-Niepodległość 3 d jako Byx (reż. Sz. Budzyk)
- 2012: Na Niby – Naprawdę Lope de Vegi; jako Celia, Posłaniec, Kobieta Jerozolimska (reż. A. Dziuk)
- 2014: Przezroczyste Zero jako Caroll (reż. K. Najbor)
- 2014: Wizyta nie w porę jako Regina Morti (reż. B. Wyszomirski)
- 2015: Metafizyka Dwugłowego Cielęcia wg Witkacego; jako Matka Widmo (reż. A. Dziuk)
- 2015: Opowieści o zwyczajnym szaleństwie Petra Zelenki; jako Sylwia (reż. A. Biziuk)
- 2016: Transfuzja Augusta Strindberga; jako Tekla (reż. A. Dziuk)
- 2016: Hello-koncert
- 2017: Operetka Witold Gombrowicz; jako Prezes (reż. A. Dziuk)
- 2017: Psokot; jako Małgorzata (reż. Krzysztof Wnuk)
- 2018: Czy w niebie jest cyrk; jako Pani Hitz (reż. Justyna Kowalska)

#### Teatr Telewizji
- 2006: Na przełęczy (reż. A. Dziuk)

### Inscenizacje
- 2004: Witkacy – appendix – asystentka reżysera (reż. A. Dziuk)
- 2007: Kabaret horyzontalny – reżyseria i scenografia wraz z K. Wnukiem

## Filmografia
- 2003: Bao-Bab, czyli zielono mi
- 2009: Mistyfikacja – protokolantka
- 2011: Szpilki na Giewoncie – policjantka